# Liboriusblatt
Das Liboriusblatt ist eine in Hamm (Nordrhein-Westfalen) erscheinende katholische Wochenzeitschrift aus dem Verlag Liboriusblatt GmbH & Co. KG. Sie hat eine mehr als hundertjährige Tradition. Verleger und geschäftsführender Gesellschafter ist Rudolf Thiemann, Chefredakteurin Andrea Groß-Schulte, Verlagsleiter Manfred Schmitz. Die Zeitschrift ist nach dem spätantiken Heiligen Liborius benannt, dem Patron des Erzbistums Paderborn, zu dem die Stadt Hamm gehört.

## Geschichte
Seit 1884 erschien das „Hammer Sonntagsblatt“ mit dem Untertitel „Liboriusblatt“ als Samstagsbeilage der „Hammer Volkszeitung“. Die Zeitung  sollte katholische Positionen im Kulturkampf vertreten. Am 13. März 1899 wurde das Liboriusblatt eine eigenständige katholische Familienzeitschrift. Papierknappheit im Ersten Weltkrieg und die Wirtschaftskrise führten zu einem Einbruch, von dem sich das Blatt erst in den 1920er-Jahren unter Chefredakteur Hermann Josef Berges erholte. Es erreichte eine Auflage von mehr als 100.000 Exemplaren. In der Zeit des Nationalsozialismus wurde Chefredakteur Berges 1936 zur Niederlegung seines Amtes gezwungen. Der Name musste in „Familienbote“ geändert werden; katholische Themen wurden verboten. Im Herbst 1944 wurde das Erscheinen eingestellt, nachdem das Druckhaus in Hamm durch Bombenangriffe zerstört worden war. Die erste Nachkriegsausgabe, wieder unter dem Namen „Liboriusblatt“, erschien am 15. Mai 1949. Zum hundertjährigen Bestehen des Liboriusblatts empfing  Papst Johannes Paul II. (1920–2005) am 13. März 1999 in einer Privataudienz im Vatikan 320 Leser des Blatts, Mitglieder der Redaktion und des Verlags. Er würdigte die Zeitschrift und ihre Macher mit den Worten: In nicht immer leichter Zeit ist es euch gelungen, das katholische Profil eurer Zeitschrift zu wahren und zu schärfen. So habt ihr in Deutschland einen wichtigen Platz in der Presselandschaft des 20. Jahrhunderts besetzt.

## Auflage
Im dritten Quartal des Jahres 2024 hatte die Wochenzeitung eine Gesamtauflage von 6.723 Exemplaren, bei einer verkauften Auflage von 6.674 Exemplaren, davon 6.618 an Abonnenten.